# Jon Klein
Jon Klein est un musicien anglais, né en 1960, principalement connu pour avoir été le guitariste de Siouxsie and the Banshees, de mai 1987 à janvier 1995.
Originaire de Bristol, il décide de partir à Londres au début des années 1980 et fonde le groupe Specimen. Ne trouvant pas de clubs pour accueillir des concerts de Specimen dans un cadre non conventionnel, il co-fonde les soirées Batcave dans un immeuble du quartier de Soho en juillet 1982. 
En 1987, il rejoint le groupe Siouxsie and the Banshees. Il enregistre trois albums studio avec eux, Peepshow en 1988, Superstition en 1991 et The Rapture, un disque enregistré en 1993 et 1994 et paru début 1995. Il quitte le groupe avant la tournée de l'album The Rapture.
En 1998, il est guitariste sur le premier album de Talvin Singh, Ok un disque qui remporte le prix Mercury Prize l'année suivante. Il devient par la suite producteur de disques et conçoit des musiques pour des compagnies de théâtre et des maisons de production de films.
Dans les années 2010, il intègre le groupe Micko and the Mellotronics en tant que guitariste et ils sortent un album en 2020  ½ dove – ½ pigeon.